# Dagua
Dagua – miasto w Kolumbii, w departamencie Valle del Cauca.